# Орловка (Куликовский район)
Орло́вка (укр. Орлівка) — село Куликовского района Черниговской области Украины, центр сельского совета. Население 1 122 человек.
Код КОАТУУ: 7422786001. Почтовый индекс: 16332. Телефонный код: +380 4643.

## Власть
Орган местного самоуправления — Орловский сельский совет. Почтовый адрес: 16332, Черниговская обл., Куликовский р-н, с. Орловка, ул. Центральная, 70, тел. 2-32-33, 2-17-71.

## История
Первое упоминание — 1638 год.
Во второй половине XIX века село Орловка было в составе Дроздовской волости Нежинского уезда Черниговской губернии. В селе была Михайловская, а затем Вознесенская церкви. Священнослужители Михайловской церкви:
- 1804—1808 — священник Кондрат Андреевич Стопановский[7]
- 1804 — дьячок Андрей Лесючевский
- 1808 — священник Даниил Максимович Кочерга
- 1808 — дьячок Михаил Архипович Римаревский
- 1808 — заштатный дьячок Архип Иванович Римаревский
- 1841 — священник Иван Костюхов
- 1841 — диакон Алексей Евтихиевич Римаревский
- 1841 — дьячок Кирилл Шекун
- 1841 — дьячок Емельян Пискун
- 1883—1890 — священник Александр Петрушевский
- 1883 — псаломщик Федор Данилович Базилевич
- 1883—1890 - псаломщик Софроний Кривошей
- 1884—1890 - псаломщик Григорий Шекун